# 大長秋
大長秋（だいちょうしゅう）は、中国の王朝で皇后府をとりしきる宦官の最高位。
前漢までは民間出身でも任命されたようであるが、後漢の初代皇帝光武帝により宦官のみ大長秋に任命するように制定された。特に魏の曹操の祖父の曹騰が任じられたことで有名である。
漢代の秩禄は二千石で、侯に封ぜられた者で功が多いものを選んで任官された。皇后府の卿と書かれることもある。三国時代の各国にも引き続き置かれたが宦官のみとする任命が継続したかは不明である（『三国志』ちくま学芸文庫8巻P273）。